# Сеземан, Василий Эмильевич
Василий Эмильевич Сеземан (лит. Vosylius Sezemanas, 30 мая [11 июня] 1884, Выборг, Великое княжество Финляндское — 23 марта 1963, Вильнюс) — российский, литовский, советский философ-неокантианец марбургской школы. Профессор Каунасского и Вильнюсского университетов. Узник ГУЛага, лагерный наставник Б. Дандарона.

## Биография
Родился в семье врача, финляндского шведа Эмиля Германа Сеземана (1840–1907), который некоторое время преподавал анатомию в Хельсинкском университете, и Иды Марии (урожд. Бекман; (1845–1926), из семьи лифляндского министра с немецкими корнями. В 1871 году семья переехала в Санкт-Петербург. Начал высшее образование в Военно-медицинской академии, в 1903 году со второго курса перешёл на классическое отделение историко-филологического факультета С.-Петербургского университета, где стал изучать античную и новую философию. Здесь на него значительное влияние оказал преподаватель философии Н. О. Лосский. Классическую филологию В. Э. Сеземан изучал у Ф. Ф. Зелинского.
В 1909 году оставлен при кафедре философии для получения профессорского звания и командирован в университеты Марбурга и Берлина. Здесь он занимался у Г. Когена, П. Наторпа, Э. Кассирера, Г. Дильса и Г. Вёльфлина. Очень важным для его последующей жизни было продолжение в Германии знакомства с Н. Гартманом, в своё время повлиявшим на отказ Сеземана от медицинского образования в пользу философии. Большое впечатление на него произвела встреча с Х. Ортега-и-Гассетом.
По возвращении преподавал философию в Петербурге. Во время Первой мировой войны добровольцем ушёл на фронт. После Февральской революции некоторое время работал в архиве Временного правительства. В 1918 переехал с семьёй в Вятку, где стал преподавателем психологии и педагогики в Педагогическом институте. В 1919 году был избран доцентом Саратовского университета, где (вместе с В. М. Жирмунским) работал до 1921 года.
В 1921 году был участником восстановления Петербургского Философского общества, вместе с Э. Л. Радловым, Н. О. Лосским и И. И. Лапшиным был задействован в работе издательства «Academia», принимал активное участие в редакции журнала «Мысль».
Вскоре он, как гражданин Финляндии, переехал в Хельсинки; оттуда перебрался в Берлин, где работал переводчиком и преподавателем, примкнул к евразийскому движению и участвовал в работе Русского института.
С 1923 года работал в Каунасе, помог перебраться в Литву Л. П. Карсавину. В Литве написал все свои наиболее значительные работы. Продолжая публиковаться в Европе, активно включился в культурное строительство Литвы. Сделал значительный вклад в развитие и совершенствование литовской философской терминологии. В совершенстве освоив литовский язык, перевёл трактат Аристотеля «О душе». По рекомендации Н. Гартмана, Н. О. Лосского и С. Франка стал профессором новообразованного Вильнюсского университета. После закрытия университета немецкими оккупантами в 1943 году стал преподавателем немецкого языка в русских гимназиях и вёл философский кружок в еврейском гетто. После войны вновь стал профессором философии.
В 1950 году был арестован по обвинению в антисоветской деятельности и связях с сионистскими организациями, приговорён к 15 годам лагерей и отправлен в ГУЛАГ (первоначально — в лагерь Тайшет в Иркутской области). Значительная часть его рукописей была изъята и впоследствии исчезла. Во время заключения встретился с Бидией Дандароном, став его другом и наставником в европейской философии. В 1956 году был освобождён, вернулся в Вильнюс, а в 1958 году — полностью реабилитирован. После реабилитации до конца жизни — профессор логики Вильнюсского университета.
Похоронен на Антакальнском кладбище в Вильнюсе.

## Философия
Магистерская диссертация В. Э. Сеземана — «Этика Платона и проблема зла». Ряд ранних работ связан с исследованием философии Платона.
В дальнейшем основной темой философского исследования стала проблема иррационального во взаимоотношении с рациональным, разрабатываемая на основе синтеза платонизма русской философии, восходящего к святоотеческой традиции, с философскими принципами неокантианства марбургской школы и «идеями чистой феноменологии» Э. Гуссерля. Особое влияние на В. Э. Сеземана оказали работа Э. Гуссерля «Идеи чистой феноменологии» и рецензия к ней П. Наторпа, а также систематическая разработка Гартманом феноменологических проблем в книге «Основные пути метафизики познания».
Иррационализм рассматривался В. Э. Сеземаном, с одной стороны, как негативная (нижняя) граница бытия, а с другой — как высшая, позитивная граница, за которой стоит первооснова космоса, воплощенная в принципах единства истины, добра и красоты. Первооснова — не только сверхбытие, но и сверхразумное. Первоначальные формы подобных характеристик бытия В. Э. Сеземан усматривал в традициях платонизма и в экзегетике отцов Церкви.
По мнению В. Э. Сеземана, европейская культура стоит на пороге катастрофы, погрузившись в иррациональные бытийные бездны, построенные на отрицательных началах. Единственный выход из кризиса В. Э. Сеземан видел в сущностной связи духовной культуры с высшим трансцендентным началом.

## Семья
- Первая жена[6] — Антонина Николаевна Насонова (1894—1941), художница, ученица К.С.Петрова-Водкина; дочь Николая Викторовича Насонова и Екатерины Александровны Корниловой, дочери А. А. Корнилова, развод в 1922; в этом браке двое сыновей;  вторым браком замужем за писателем и историком Н. А. Клепининым; близкая подруга Марины Цветаевой, разделившая трагическую судьбу её и её семьи.
  - Алексей Васильевич Сеземан (1916—1989) — актёр, диктор на радио; Его жена — Ирина Павловна Горошевская (1920—2010)[7]. В 1936 году вернулся из Франции в СССР. В 1939 году был арестован вместе с матерью и отчимом, Н.Клепининым. Освобожден весной 1943 года. Реабилитирован в 1957 году. Автор воспоминаний о М.Цветаевой.
    - Его дети: Николай Алексеевич Сеземан (1939—2007), окончил МГУ (кафедра океанологии), один из первых дарителей  музея-квартиры М. Цветаевой в Болшеве; Марина Алексеевна Сеземан (Мошанская; род. в 1944), Дарья Алексеевна Сеземан (Жарова; род. в 1959) и Наталья Алексеевна Сеземан (род. в 1962), врач, подростком сыграла одну из главных ролей в фильме «Когда я стану великаном».

  - Дмитрий Васильевич Сеземан[8] (1922—2010) — писатель, переводчик[9][10][11], автор мемуаров.
- Вторая жена (с 1938 года) — Вильма Бруновна Ковригина, в этом браке — 1 сын
  - Георгий Васильевич Сеземан (1945—2022) — химик, геолог, а также
  - Наталья Юрьевна Ковригина (род. в 1930; в замужестве Климанскене) — дочь супруги от первого брака, корреспондент Б. Дандарона[12].

## Избранные труды
- Logika. — Kaunas: Rankus, 1928.
- Raštai. Gnoseologija. — V.: Mintis, 1987.
- Estetika. — V.: Mintis, 1970.
- Filosofijos istorija. Kultūra. — V.: Mintis, 1997.
- Реальная установка и «чистое» (безустановочное) знание (из рукописного наследия) (редакция и подготовка к публикации В. И. Повилайтиса) // Кантовский сборник.2011.1 (35). С.88-97 и Кантовский сборник. 2011 2 (36). С.81-89. ссылка: http://journals.kantiana.ru/kant_collection/466/1156/
- статьи: «Платонизм, Плотин и современность», «Рациональное и иррациональное в системе философии», «Теоретическая философия Марбургской школы», «Эстетическая оценка в истории искусства (К вопросу о связи истории искусства с эстетикой)» на сайте https://web.archive.org/web/20160305153043/http://journals.rhga.ru/authors/index.php?ELEMENT_ID=25013